# Digamacris amoenus
Digamacris amoenus är en insektsart som först beskrevs av Carl Stål 1878.  Digamacris amoenus ingår i släktet Digamacris och familjen gräshoppor. Inga underarter finns listade i Catalogue of Life.